# 梅川文男
梅川 文男（うめかわ ふみお、1906年〈明治39年〉4月9日 - 1968年〈昭和43年〉4月4日）は、日本の政治家・プロレタリア文学者・労農運動家。三重県松阪市の第6代市長を歴任。
田村元（元衆議院議長・自民党最高顧問）の先輩にあたり、小津安二郎（映画監督）の後輩にあたる。また「堀坂山行」の筆名で多くの詩やエッセイ本を発表している。

## 経歴
1906年（明治39年）4月9日、飯南郡松阪町大字新町（現・松阪市新町）に生まれる。その後、三重県立宇治山田中等学校（現・三重県立宇治山田高等学校）を卒業する。
1924年（大正13年）、松阪第二尋常小学校代用教員となる。1926年（大正15年）、松阪第一尋常小学校に転勤し、準教員となる。同年、労働農民党三重県支部連合会書記となるが、三重県無産団体協議会主催の演説会に関係して出版法違反容疑で逮捕され免職される。1928年 （昭和3年）、当時は非合法政党であった日本共産党に入党する。同年、検挙される。1929年（昭和4年）、懲役5年の実刑判決を受け、大阪刑務所に服役する。
1933年（昭和8年）、獄中非転向を貫き、刑期満了で出所する。その後、1934年（昭和9年）から1941年（昭和16年）の間に多くの作品を発表する。平行して労農活動も活発に行なっている。1936年（昭和11年）、田畑きよと結婚する。
1942年（昭和17年）、治安維持法違反容疑で逮捕・起訴される。1943年（昭和18年）、有罪判決を受け、名古屋刑務所に服役する。1944年（昭和19年）、保護観察付きの条件で釈放される。
戦後の1947年（昭和22年）、三重県議会議員選挙に松阪市選挙区から日本共産党公認候補として立候補し、当選する。1951年（昭和26年）、三重県議会議員選挙に松阪市選挙区から日本共産党公認候補として立候補するが、落選する。1953年（昭和28年）、東京に移る。1954年（昭和29年）、松阪へ帰郷。1955年（昭和30年）、日本共産党内部の抗争に巻き込まれ、離党届を出すが不受理となり除名処分となる。同年、三重県議会議員選挙に松阪市選挙区から無所属で立候補、当選。1956年（昭和31年）、日本共産党が方針を転換し、除名処分を撤回して復党を呼びかけるが拒否する。以後、無所属を貫く。1957年（昭和32年）、松阪市長選挙に立候補し、当選。第6代松阪市長となる。
1961年（昭和36年）、松阪市長選挙に立候補し、再選する。1965年（昭和40年）、松阪市長選挙に立候補し、再選する。1968年（昭和43年）4月4日、任期中に肺癌で死去。61歳没。この際、地元紙夕刊三重は一面トップで訃報を報じ、一週間追悼記事を掲載した。同月13日に市営斎場にて市葬が営まれ、田村元らが弔辞を述べる。
1969年（昭和44年） - 一周忌に際して『梅川文男詩抄』が刊行される。1983年（昭和57年） - 松阪市名誉市民に推挙され、名誉市民の称号と記章が追贈される。
2005年（平成17年） - 妻、きよが死去。2006年（平成18年） - 松阪市文化財センターで「－松阪を愛しつづけた文化人市長－梅川文男を偲ぶ生誕100年記念展」が行なわれた。

## 関連人物
- 田村元：梅川の後輩。梅川が家庭教師をしたこともあった。